# Coupe de Gibraltar de football 2023-2024
Navigation
Saison 2022-2023 Saison 2024-2025
La Coupe de Gibraltar 2023-2024 est la 66e édition de la Rock Cup (appelée Gibtelecom Rock Cup pour des raisons de sponsoring).

## Format
Prenant place entre les mois de janvier et de mai 2024, la compétition se décompose en quatre phases allant du premier tour jusqu'à la finale. L'intégralité des matchs sont joués au Victoria Stadium de Gibraltar.
Les participants au tournoi sont les douze équipes évoluant au sein de l'unique division du championnat gibraltarien pour la saison 2023-2024 auxquelles s'ajoute le FC Hound Dogs, qui évolue au sein de la Ligue intermédiaire (en), réservée aux équipes de jeunes.
Le vainqueur de la compétition obtient une place pour le premier tour de la Ligue Conférence 2024-2025. Cependant, si le vainqueur vient à se qualifier pour la Ligue des champions ou à la Ligue Conférence par le biais le championnat, cette place qualificative est réattribuée au troisième de cette dernière compétition. Le vainqueur de la coupe obtient également une place pour la Supercoupe disputée face au champion de première division, celle-ci étant réattribuée au deuxième du championnat si le champion remporte également la coupe.

## Résultats

### Premier tour
Huit des douze clubs engagés prennent part au premier tour, les Mons Calpe SC passent directement en quarts de finale en remportant le GFA Trophy Challenge, lors de la saison dernière. Après le tirage au sort, trois équipes restantes passent directement en quarts de finale, le Lincoln Red Imps, Lynx FC et Manchester 62
| Date            | Équipe 1        | Résultat | Équipe 2          |
| --------------- | --------------- | -------- | ----------------- |
| 30 janvier 2024 | Glacis United   | 9 - 0    | FC Hound Dogs     |
| 31 janvier 2024 | Europa FC       | 3 - 0    | Europa Point      |
| 6 février 2024  | College 1975    | 1 - 3    | Lions Gibraltar   |
| 7 février 2024  | Bruno's Magpies | 0 - 2    | Saint Joseph's FC |

### Quarts de finale
| Date            | Équipe 1          | Résultat | Équipe 2         |
| --------------- | ----------------- | -------- | ---------------- |
| 20 février 2024 | Lynx FC           | 0 - 4    | Lincoln Red Imps |
| 21 février 2024 | Lions Gibraltar   | 0 - 2    | Manchester 62    |
| 27 février 2024 | Saint Joseph's FC | 3 - 0    | Mons Calpe SC    |
| 28 février 2024 | Europa FC         | 3 - 1    | Glacis United    |

### Demi-finales
| Date         | Équipe 1          | Résultat | Équipe 2         |
| ------------ | ----------------- | -------- | ---------------- |
| 6 avril 2024 | Europa FC         | 3 - 0    | Manchester 62    |
| 7 avril 2024 | Saint Joseph's FC | 0 - 1    | Lincoln Red Imps |

### Finale
| 17 avril 2024 | Lincoln Red Imps                                                       | 3 - 0   | Europa FC | Victoria Stadium, Gibraltar |  |
| 20h00         | Victor Villacanas Morales 45e · Lee Casciaro 87e · André de Barr 90+5e | (1 - 0) |           |                             |  |
| 20h00         | (en) Rapport (fr) Rapport                                              |         |           |                             |  |